# 1997年航空
此條目列出1997年發生有關航空運輸的事件。

## 事件

### 2月
- 2月9日：波音737新世代進行首飛。
- 2月28日：江原道原州市原州機場開放民航。

### 4月
- 4月28日：忠清北道清州市清州國際機場啟用。

### 5月
- 5月28日：貴州省貴陽市貴陽龍洞堡國際機場啟用。

### 6月
- 6月23日：福建省福州市福州長樂國際機場啟用。

### 7月
- 7月1日：江蘇省南京市南京祿口國際機場啟用。
- 7月11日：仙台機場新客運大樓啟用。

### 8月
- 8月8日：浙江省舟山市舟山普陀山機場啟用。
- 8月28日：河南省鄭州市鄭州新鄭國際機場啟用，原有的鄭州東郊機場改為軍用機場。

### 9月
- 9月6日：寧夏回族自治區銀川市銀川河東國際機場啟用。

### 11月
- 11月8日：江蘇省徐州市徐州觀音國際機場啟用。

### 12月
- 12月5日：呵叻府呵叻呵叻機場（英语：Nakhon Ratchasima Airport）啟用。